# Нейсон (Іллінойс)
Нейсон (англ. Nason) — місто (англ. city) в США, в окрузі Джефферсон штату Іллінойс. Населення — 199 осіб (2020).

## Географія
Нейсон розташований за координатами 38°10′34″ пн. ш. 88°57′58″ зх. д. / 38.17611° пн. ш. 88.96611° зх. д. (38.175975, -88.966213).  За даними Бюро перепису населення США в 2010 році місто мало площу 2,35 км², уся площа — суходіл.

## Демографія
Згідно з переписом 2010 року, у місті мешкало 236 осіб у 101 домогосподарстві у складі 64 родин. Густота населення становила 101 особа/км².  Було 128 помешкань (55/км²).
Расовий склад населення:
| - 97,5 % — білих - 1,3 % — чорних або афроамериканців - 0,8 % — азіатів |

До двох чи більше рас належало 0,4 %. Частка іспаномовних становила 0,8 % від усіх жителів.
За віковим діапазоном населення розподілялося таким чином: 18,2 % — особи молодші 18 років, 64,9 % — особи у віці 18—64 років, 16,9 % — особи у віці 65 років та старші. Медіана віку мешканця становила 42,9 року. На 100 осіб жіночої статі у місті припадало 110,7 чоловіків;  на 100 жінок у віці від 18 років та старших — 121,8 чоловіків також старших 18 років.
Середній дохід на одне домашнє господарство  становив 31 398 доларів США (медіана — 28 472), а середній дохід на одну сім'ю — 37 079 доларів (медіана — 35 208). За межею бідності перебувало 36,9 % осіб, у тому числі 69,6 % дітей у віці до 18 років та 19,4 % осіб у віці 65 років та старших.
Цивільне працевлаштоване населення становило 77 осіб. Основні галузі зайнятості: освіта, охорона здоров'я та соціальна допомога — 18,2 %, роздрібна торгівля — 15,6 %, виробництво — 14,3 %.